# Gräfin Mariza (1925)
Gräfin Mariza ist ein deutscher Stummfilm von 1925 unter der Regie von Hans Steinhoff. Die Hauptrollen sind besetzt mit Vivian Gibson, Harry Liedtke, Colette Brettel und Fritz Spira.
Die musikalische Vorlage für den Film bildet Emmerich Kálmáns gleichnamige Operette. Es handelt sich um die erste von bisher vier Verfilmungen dieser Operette.

## Handlung
Die Handlung spielt in den 1930er-Jahren auf einem Schlossgut in der Puszta: Graf Tassilo ist unter falschem Namen als Verwalter auf dem Gut von Gräfin Mariza angestellt. Durch Spekulationsgeschäfte seines Vaters ist die Familie verarmt. Der junge Graf möchte dafür sorgen, dass seine Schwester Lisa nicht ohne Mitgift dasteht. Als die Gräfin eines Tages überraschend auf ihrem Gut eintrifft, um ihre Verlobung mit einem Baron Koloman Zsupán zu feiern, ist das nur eine Ausrede, denn sie hat diesen Mann nur erfunden. Mariza braucht Abstand und Ruhe und dies vor allem auch von ihren zahlreichen Verehrern, deshalb ihre Notlüge. Als dann jedoch tatsächlich ein Mann namens Koloman Zsupán auftaucht und darauf besteht, dass Mariza ihr Heiratsversprechen einhalten müsse, will die junge Frau davon nichts mehr wissen. Sie hat sich in Tassilo verliebt. Auch das Problem mit Zsupán löst sich dadurch, dass er Gefallen an Tassilos Schwester Lisa findet.
Durch unglückliche Umstände muss Mariza dann jedoch glauben, dass Tassilo es auf ihr Vermögen abgesehen habe. Aus gekränktem Stolz und tiefer Enttäuschung, wendet sie sich von dem Grafen ab, ohne ihm eine Chance zu geben, sich zu erklären. Es dauert seine Zeit, bis sich alles aufklärt und aus Mariza und Tassilo doch noch ein Paar wird.

## Produktionsnotizen
Produziert wurde der Film von der Terra Film AG (Berlin). Für die Filmbauten war Julius von Borsody verantwortlich.
Nachdem der Film am 27. Oktober 1925 einer Prüfung unterzogen worden war, lief er am 20. November 1925 in Berlin als Uraufführung an. In den Niederlanden wurde er am 21. Dezember 1928 gezeigt. Außerdem lief er in den Kinos in Brasilien, Dänemark und Griechenland.
weitere Verfilmungen
Kálmáns Operette wurde bisher viermal verfilmt. Die erste hier beschriebene Verfilmung fand bereits ein Jahr nach der Uraufführung am Theater an der Wien unter der Regie von Hans Steinhoff statt. Im Jahr 1932 schloss sich eine weitere Verfilmung an, bei der Richard Oswald Regie führte. Gräfin Mariza wurde von Dorothea Wieck verkörpert, der Gutsverwalter, der sich in dieser Version Török nannte, von Hubert Marischka. Rudolf Schündler verfilmte die Operette 1958 mit Christine Görner und Rudolf Schock in den Hauptrollen. Die bisher letzte Verfilmung erfolgte 1974 durch Eugen York mit René Kollo, Dagmar Koller und Erzsébet Házy fürs Fernsehen.

## Kritik
Im österreichischen Filmarchiv von Paimann wurde konzediert, dass der Verfasser des Manuskripts, obwohl er an das Bühnenstück gebunden gewesen sei, „dessen Konflikte geschickt ins Filmische übertragen und der Lichtbildregie zuwiderlaufende Situationen vermieden“ habe. Der Film sei „lustig und sentimental zugleich, von Steinhoff kontinuierlich und mit Geschmack inszeniert“. Harry Liedtke sei ein „liebenswürdig-bezwingender Török“. Zu den Rollen von Colette Brettel (als Lisa), Ernst Verebes (Ex-Bräutigam), Wilhelm Diegelmann (Kammerdiener) und Robert Garrison als Populescu hieß es, sie seien „allen Traditionen getreu“ gespielt worden. Vivian Gibsons Leistung als exzentrische Mariza sei „sehr gut“, allerdings wird eingeschränkt, dass sie „den Umschwung im Wesen ihrer Heldin nicht glaubhaft“ habe machen können. Zur Aufmachung und Photographie wird ausgeführt, dass „saubere sorgfältige Arbeit“ geliefert worden sei, sodass „der Gesamteindruck der eines abgerundeten, sympathischen Filmwerkes“ sei.
Die Kritik enthielt auch eine Anmerkung für Kinobesitzer: „Der Musikzusammenstellung ist die größte Aufmerksamkeit zu widmen, da bei der großen Popularität der gleichnamigen Operette der musikalische Vortrag der Hauptmelodien, wenn sie an falscher Stelle gebracht werden, auf das Publikum desillusionierend wirkt.“